# Sphecomyia brevicornis
Sphecomyia brevicornis är en tvåvingeart som beskrevs av Osten Sacken 1877. Sphecomyia brevicornis ingår i släktet tajgablomflugor, och familjen blomflugor. Inga underarter finns listade i Catalogue of Life.